# Zgornja Bačkova
Zgornja Bačkova este o localitate din comuna Sveta Ana, Slovenia, cu o populație de 44 de locuitori.